# Sebastian da Costa
Sebastian da Costa fou un notable músic portuguès mort el 1696; fou mestre de Capella reial durant els regnats d'Alfons VI i Pere II. En la mort de Joan IV deixà el lloc que ocupava per a combatre contra Espanya amb les armes en la mà. Deixà algunes misses, motets i villancets.